# Ostricoltura

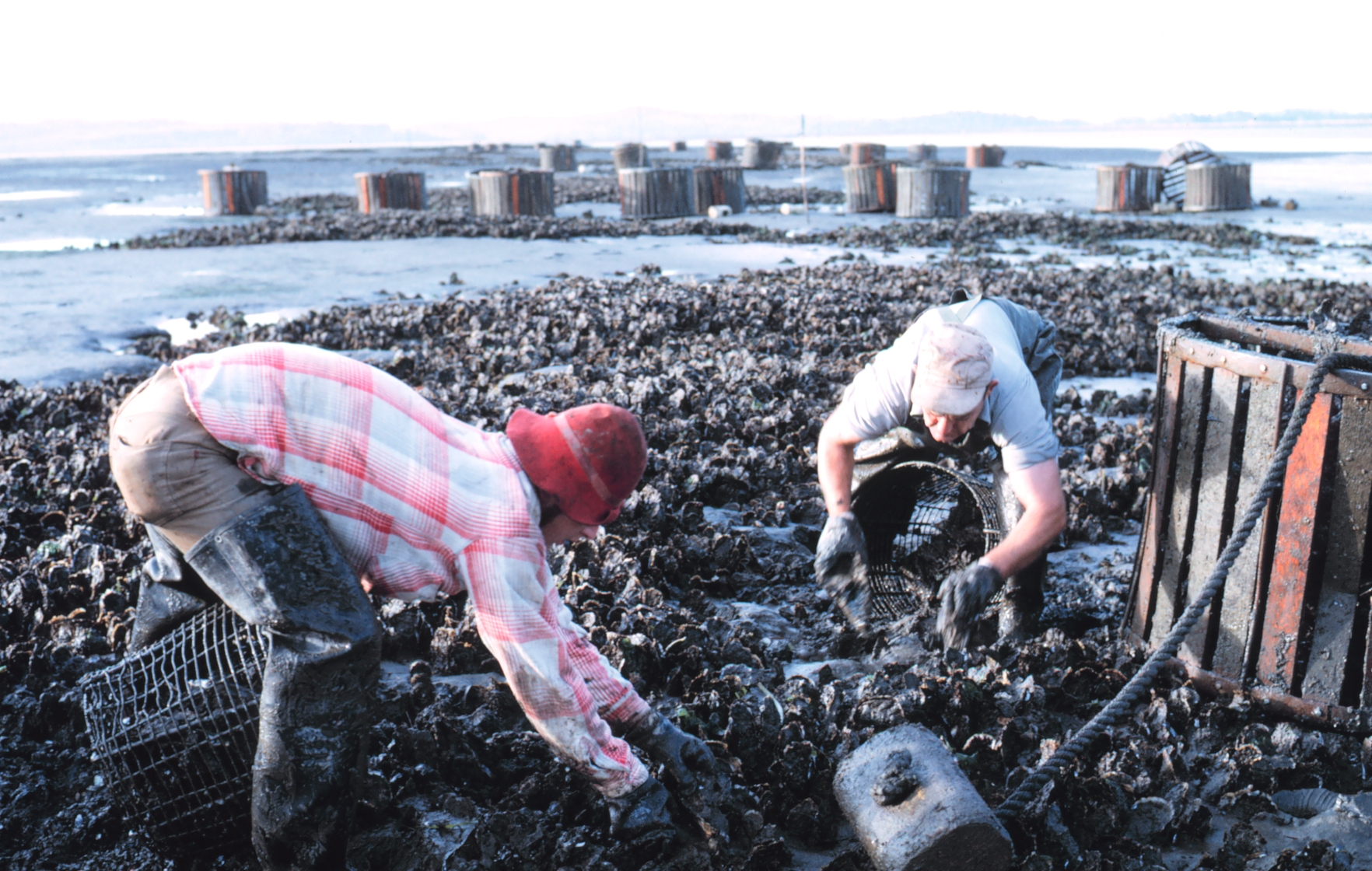
Raccolta a mano di ostriche a Willapa Bay, Washington, Stati Uniti, nell'ottobre 1969

L'ostricoltura è una pratica dell'acquacoltura che prevede l'allevamento delle ostriche per il consumo umano. Spesso l'allevamento delle ostriche avviene insieme a quello delle perle. La storia dell'ostricoltura risale agli Antichi Romani, che la praticavano nel Lago di Lucrino a Baia e, successivamente, in Gran Bretagna per trasportare poi i prodotti in Italia. A partire dal XVIII secolo è un'attività molto fiorente in Francia.

## Tecniche di allevamento

### Captazione
Gli ostricultori captano le larve dopo la deposizione delle uova. Le larve possono nuotare solo in senso verticale e sono quindi disperse dalle correnti marine. Dopo 3 settimane di vita allo stato di plancton, esse cercano di fissarsi su un qualche supporto e diventare così "vere ostriche" da un punto di vista morfologico. A questo stadio, esse sono chiamate "naissain" (larve). Dopo 18 mesi, gli ostricultori ritirano le giovani ostriche dai loro supporti e le trasportano coi loro battelli a chiglia piatta, chiamati plates, fino ai loro "parchi d'allevamento" dove esse sono collocate di piatto o in sacche, a seconda del loro metodo di allevamento.

### A metà dell'allevamento
Le giovani ostriche sono più spesso ripartite in sacche - o poches - costituite da retine di plastica - e disposte in aree sottoposte alla risacca marina, su tavole (strutture metalliche) o talvolta collocate a spaglio sul suolo. Il lavoro dell'addetto all'allevamento delle ostriche consiste nel rivoltare le sacche, affinché tutte le ostriche possano crescere in buone condizioni e assumendo una conformazione regolare, e nel ripulire le sacche perché l'acqua di mare vi possa circolare bene. Dopo un periodo più o meno prolungato, a seconda della ricchezza dell'acqua, le ostriche sono smistate per categorie, in base al loro peso ( calibrage ).
Sul litorale della Charente Marittima o della Vandea, esse possono essere "affinate" in claires, bacini d'argilla alimentati da una miscela di acqua di mare e d'acqua dolce, dove esse assumono un colore verdeggiante ( verdissement ). In Normandia, le ostriche sono affinate in parchi situati al di sopra della zona in cui il litorale è esposto all'azione delle onde, dove l'influenza delle maree è più rilevante: in tal modo le ostriche prendono il loro sapore specifico e si abituano ad essere esondate.

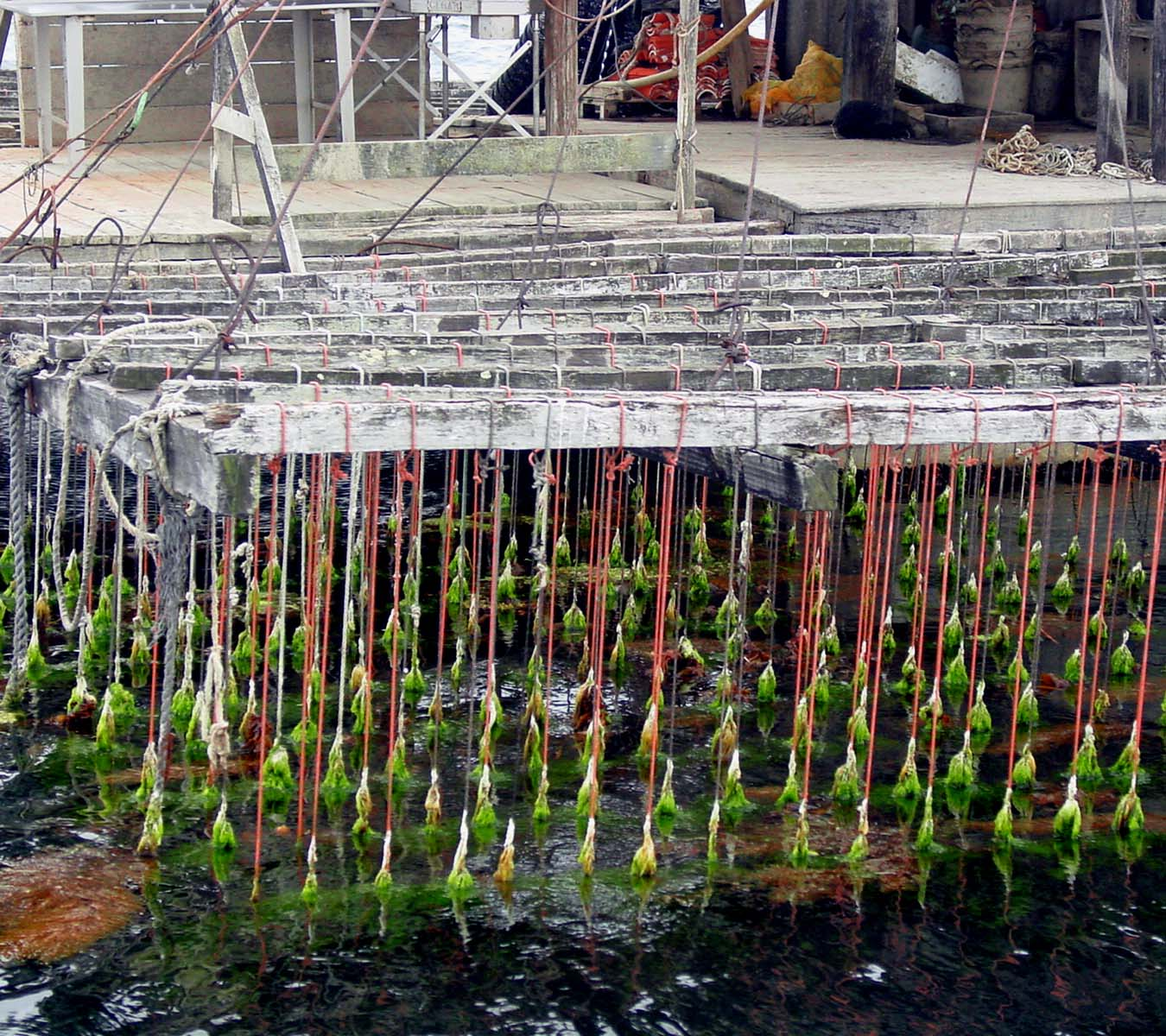
Sistema di allevamento basato su tavole d'allevamento

L'ostricultura si pratica in maniera differente negli stagni del Mediterraneo (stagno di Thau, nel dipartimento della Languedoc-Roussillon, stagno di Leucate, nel dipartimento dei Pirenei Orientali e dell'Aude). L'allevamento è verticale invece di essere orizzontale. Dal momento che il Mediterraneo non conosce un accentuato sistema di maree, l'immersione è permanente. L'ostricultura è praticata su tavole d'allevamento.
- Le larve sono sospese a corde a tre trefoli che sono immersi nell'acqua. Si parla allora di ostriche «allevate» ( détroquées ).
- Un altro metodo consiste nel fissare le piccole ostriche su corde di nylon di 3 o 4 metri di lunghezza con un po' di cemento. Altre volte si utilizzano barre di legno di mangrovia.[6] Esse saranno in tal modo maggiormente curate, più belle e si venderanno a un prezzo più alto. Sono le ostriche «attaccate» ( collées ).

### Allevamento e rifinitura
Gli ostricultori mettono le ostriche a purgare in bacini di decantazione per far loro espellere melma e sabbia. Alcuni installano un iniettore d'ossigeno per lottare contro i batteri tossici (che affiorano come schiuma, facile da eliminare).
Poi le ostriche sono poste in speciali panieri per essere spedite, dopo controllo sanitario, ai ristoratori, ai privati sul posto, ai mercati o ai negozi di pesce.

## Galleria d'immagini

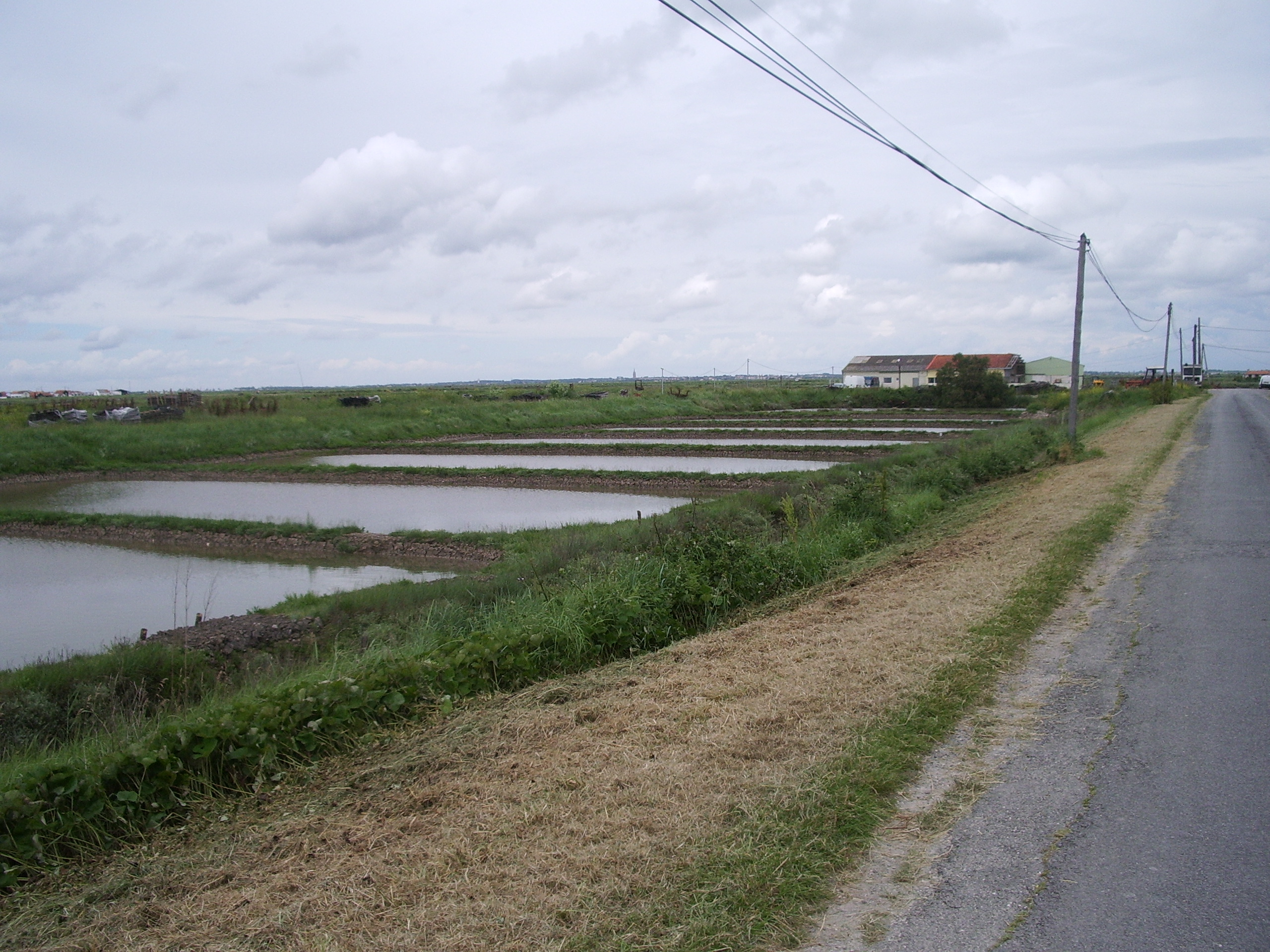
Parchi d'allevamento per « claires », tradizionali a Étaules
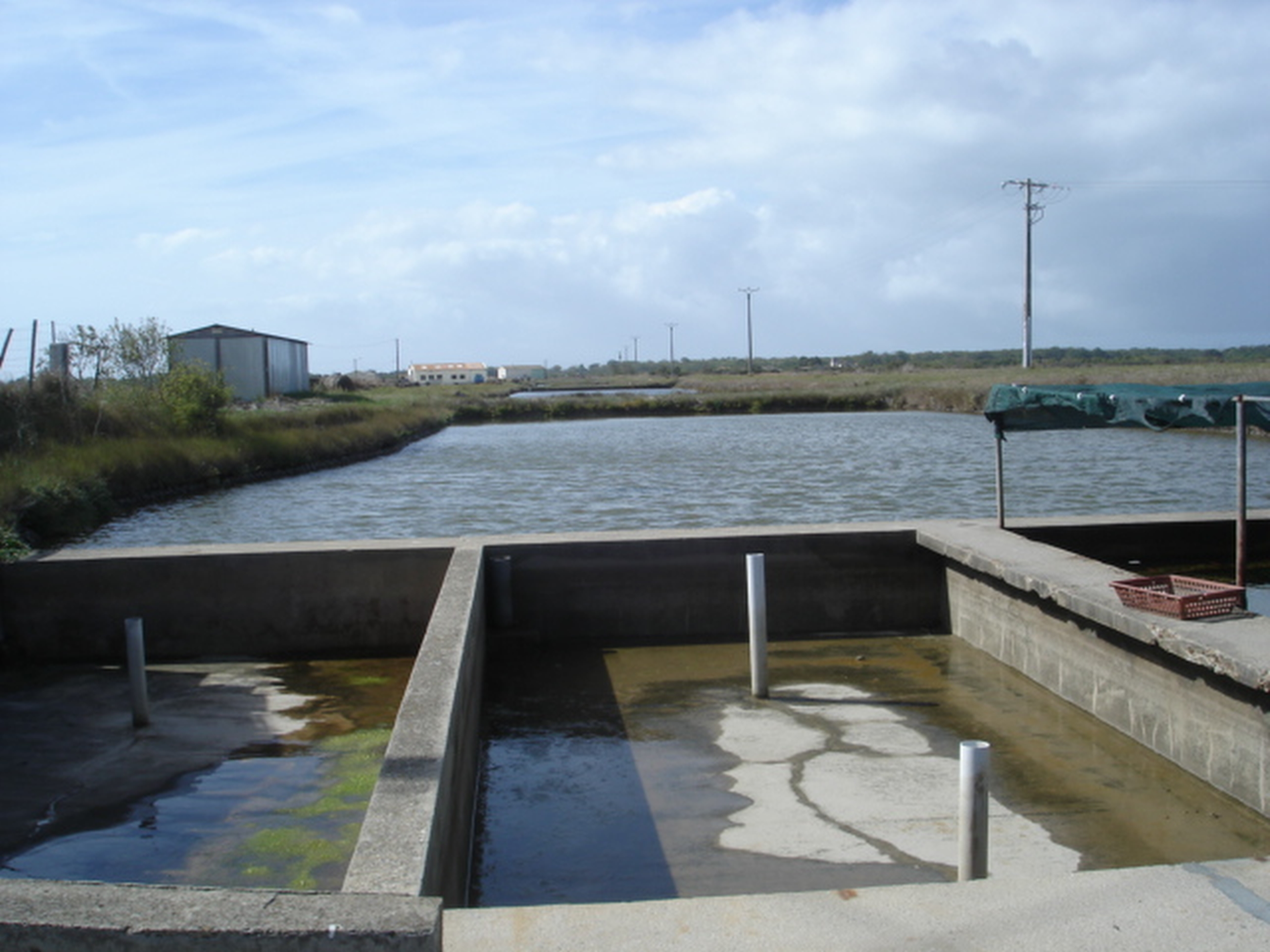
Parchi d'allevamento per « claires », attrezzate sull'Île d'Oléron
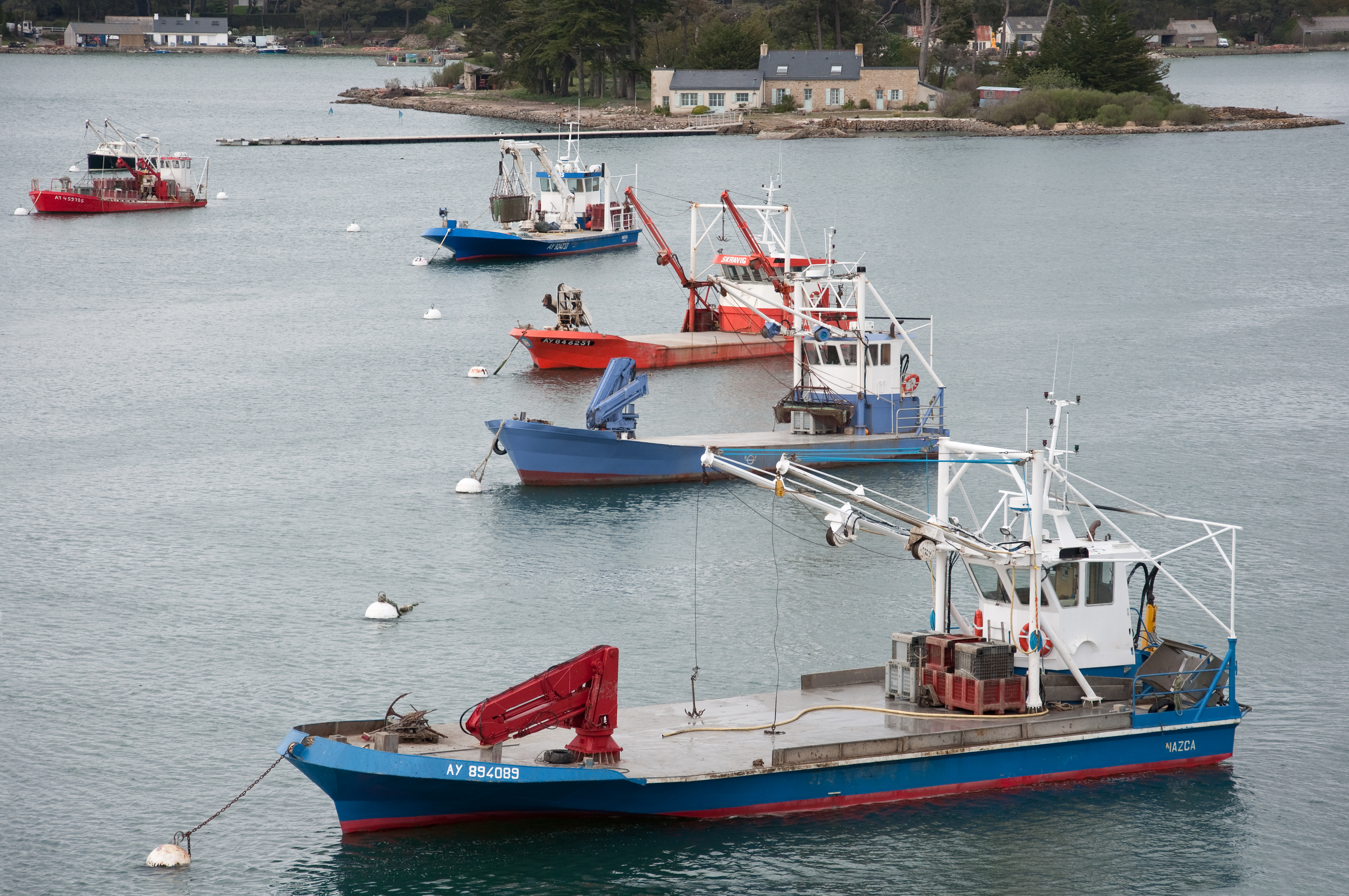
Battelli per ostriche agli ormeggi sul fiume di Crac'h (La Trinité-sur-Mer, Morbihan)
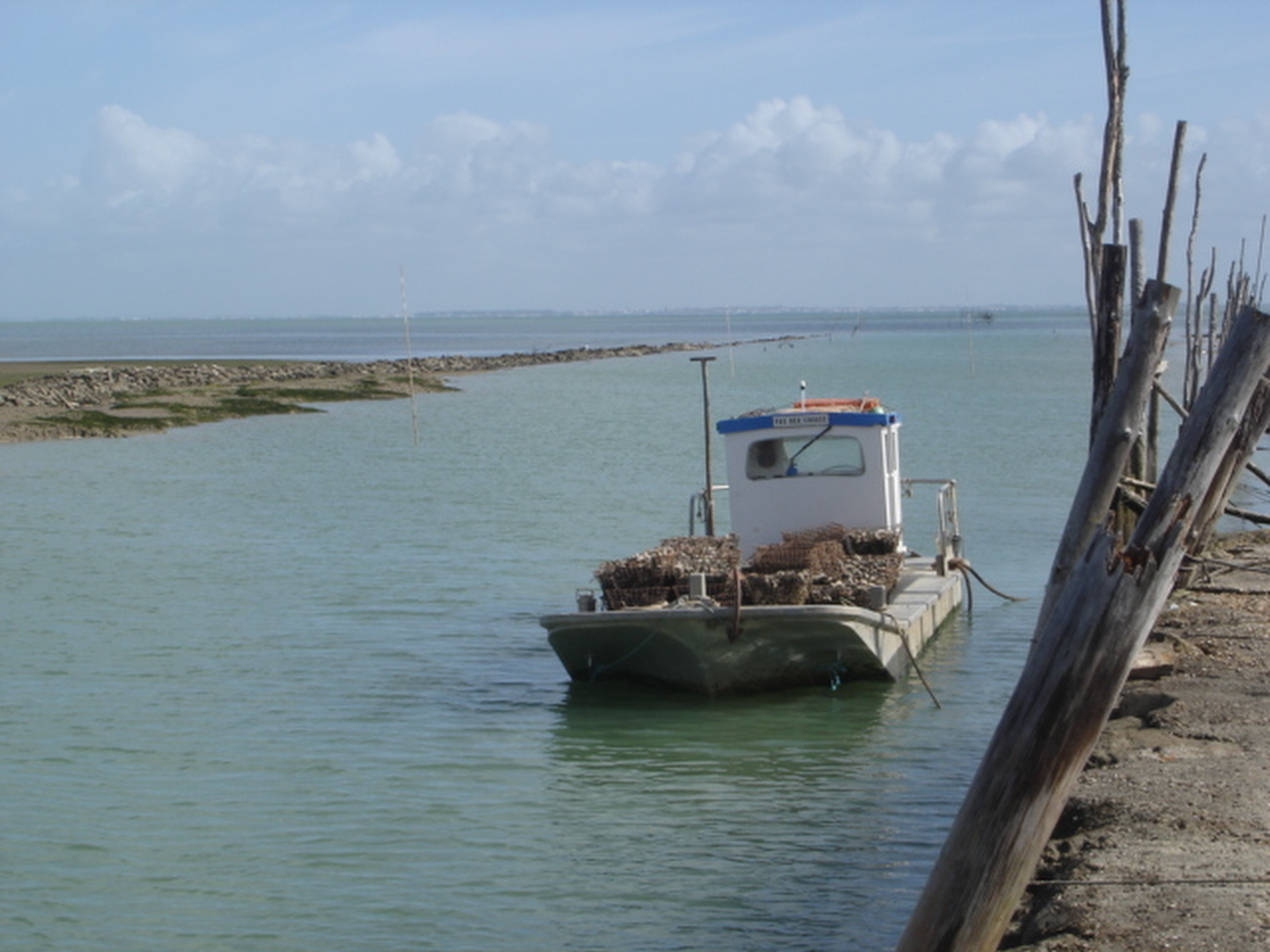
Battello a chiglia piatta "Chalant"
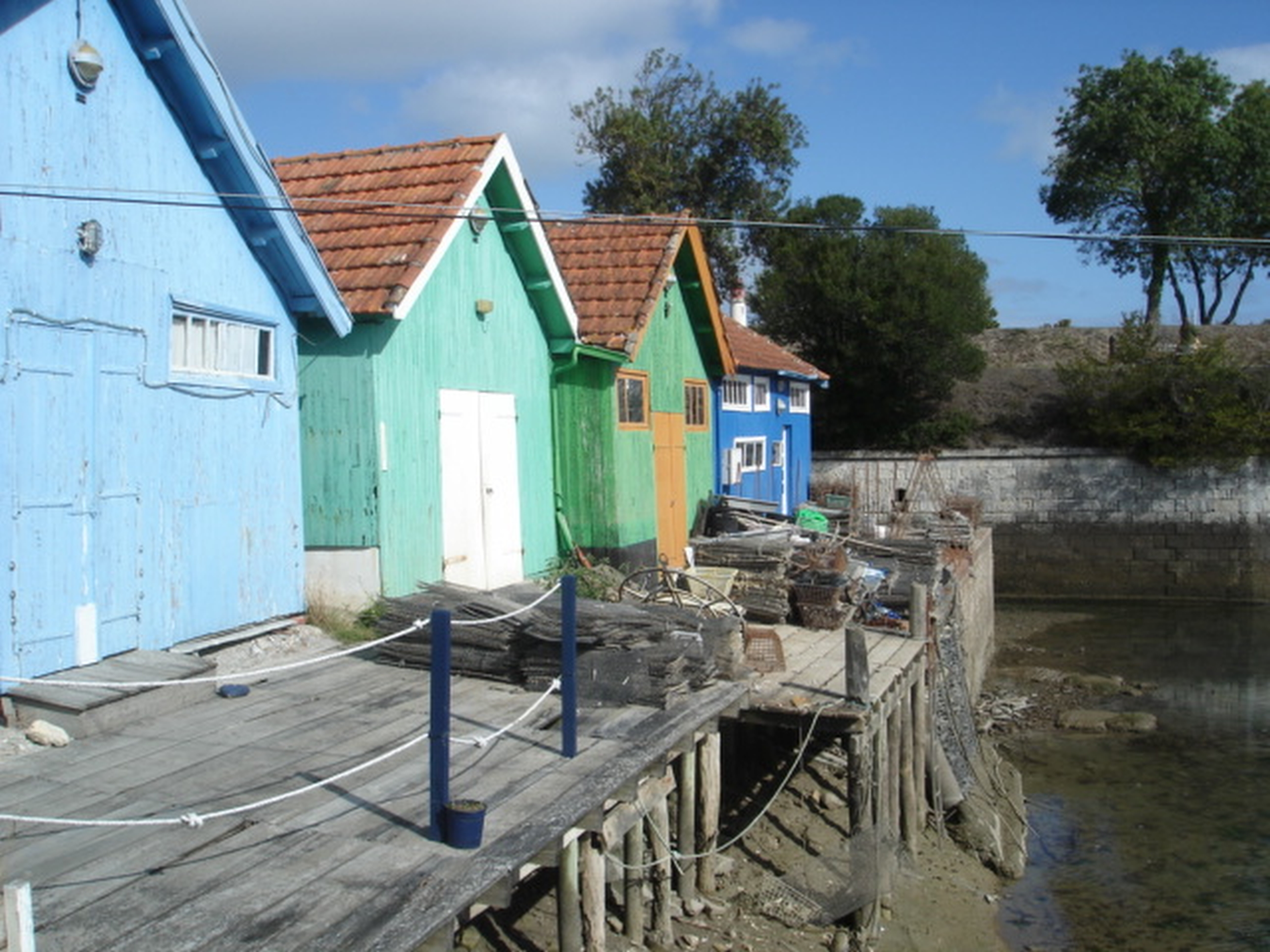
Capanne di ostricultori
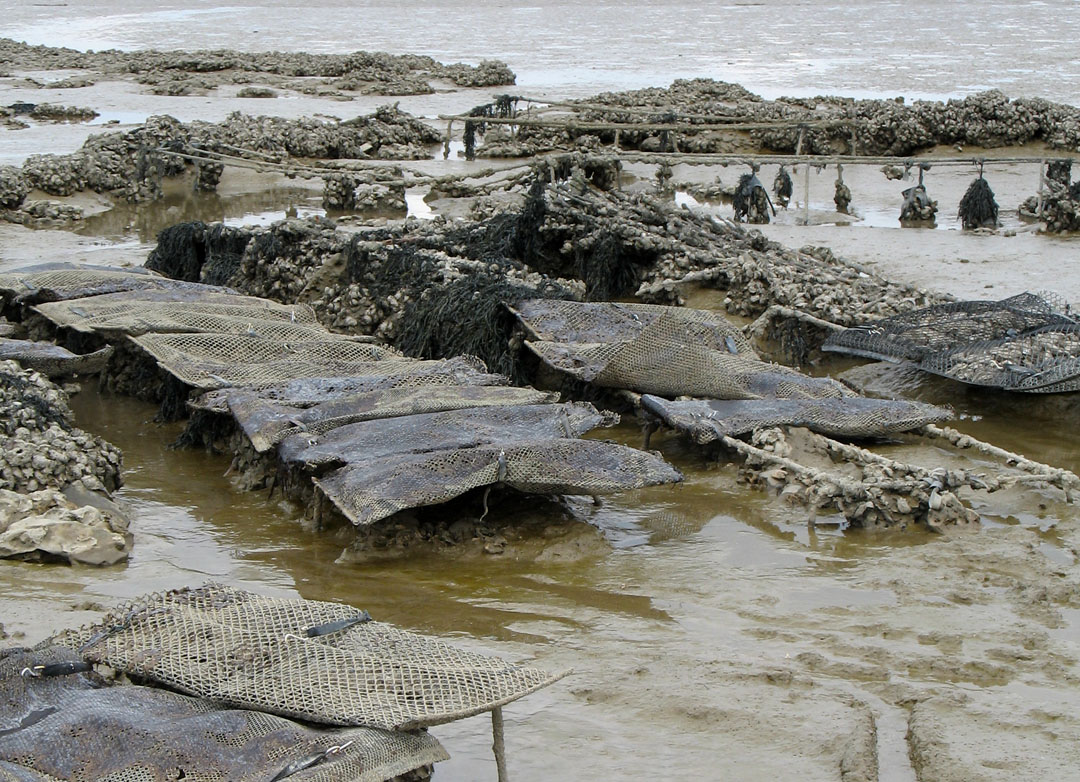
Ostriche su una spiaggia di Fouras